# Yoshinobu Sugano
Yoshinobu Sugano o Yoshinobu Kanno (en japonès: 菅野良信) (1955) va ser un ciclista japonès, que s'especialitzà en la pista. Va aconseguir una medalla de bronze al Campionat del món de velocitat de 1978 per darrere del seu compatriota Koichi Nakano i de l'alemany Dieter Berkmann.